# الأجسام الغريبة في المستقيم
يُفترض أن تدخل الأجسام الغريبة إلى المستقيم من خلال فتحة الشرج، بدلًا من الوصول إلى المستقيم عبر الفم والجهاز الهضمي العلوي، مع ذلك، يمكن أن تعلق بعض الأجسام الغريبة الصغيرة المبتلعة مثل العظام التي يتناولها الشخص مع الطعام في المستقيم، ويتأكد ذلك عند التصوير بالأشعة السينية، ونادرًا ما تسبب هذه الأجسام الصغيرة المبتلعة أي مشاكل سريرية، في حين من المتوقع أن تسبب الأجسام الغريبة كبيرة الحجم التي تدخل عبر فتحة الشرج مشاكلًا سريرية هامة. يمكن دراسة الأجسام الغريبة في المستقيم باعتبارها مجموعة فرعية من الأجسام الغريبة في القناة الهضمية.

## العلامات والأعراض
تمنع الأجسام الغريبة كبيرة الحجم البراز من العبور من القولون إلى المستقيم، ويؤدي ذلك لحدوث انسداد ميكانيكي، ويعزز هذا الانسداد انتفاخ المستقيم وحركات الأمعاء. قد يسبب الجسم الغريب في المستقيم أيضًا التهابات، ما يؤدي إلى أذيات هامة في جدار الأمعاء، وربما انثقابها أيضًا، واعتمادًا على موقع الانثقاب قد يحدث التهاب بريتوان بسبب البراز أو خرَّاج في الحيِّز خلف البريتوان.
أما الأجسام الصغيرة التي تلتصق بجدار الأمعاء ولكنها لا تثقبها، يمكن تغليفها بورم حبيبي قد يبقى في المستقيم لفترة طويلة دون أي تأثيرات جانبية.

### الاختلاطات
أشيع المضاعفات التي تسببها الأجسام الغريبة في المستقيم هي انثقاب المستقيم بسبب الجسم الغريب نفسه أو عند محاولات إزالته، يجب علاج الثقوب التي تأكد تشخيصها عن طريق فتح البطن الجراحي وإزالة أو خياطة المنطقة المثقوبة، وللوقاية من الالتهابات يجب وصف مضادات حيوية مناسبة، وفي كثير من الأحيان، يكون فغر الصائم المؤقت ضروريًا لحماية مكان الخياطة في المستقيم، وبعد أن تؤكد الصور الشعاعية المأخوذة بعد حقن المادة الظليلة عبر الشرج الشفاء التام للمنطقة المثقوبة يمكن إزالة فغر الصائم، ويستغرق هذا عادة ما بين ثلاثة إلى ستة أشهر، ويكون متوسط فترة الاستشفاء 19 يومًا تقريبًا.
تذكر الأدبيات الطبية حدوث وفيات بسبب الأجسام الغريبة في المستقيم، لكنها نادرة جدًا، فمثلًا، توفي مريض يبلغ من العمر 75 عامًا بسبب ثقب في المستقيم ناتج عن إدخال عصا عبر الشرج، وتوفي مريض آخر في منتصف العمر بسبب ثقب في المستقيم ناتج عن استخدام أدوات جنسية عبر الشرج، في هذه الحالة أجري عمل جراحي للمريض وخيط الثقب، وتلقى المريض عناية طبية مكثفة، لكنه أصيب في النهاية بمتلازمة الضائقة التنفسية الحادة، ومتلازمة الاستجابة الالتهابية الجهازية المتعددة، ما أدى لقصور أعضاء متعدد والوفاة.

## التشخيص
يشعر العديد من المرضى بالخجل ولا يقدمون المعلومات إلا بصعوبة، وقد يؤدي ذلك لفقدان معلومات مهمة للتشخيص والعلاج، ولنفس السبب لا يراجع بعض المرضى الطبيب إلا بعد فوات الأوان. تعتبر الثقة ضرورية جدًا في هذه الحالات وقد تكون منقذة لحياة المريض.
يُجري الأطباء العديد من الصور الشعاعية لتحديد مكان وعمق الجسم الغريب بدقة، وعادة ما تكون صور الأشعة السينية كافية، لكن الأجسام الغريبة المصنوعة من مادة منخفضة التباين (مثل البلاستيك) قد تتطلب تصويرًا بالموجات فوق الصوتية أو الطبقي المحوري، أما التصوير بالرنين المغناطيسي فهو مضاد استطباب خاصة إذا كان الجسم الغريب غير معروف التركيب.
قد يكون التنظير الهضمي السفلي مفيدًا للتشخيص والعلاج أيضًا، لأن يحدد مكان وعمق الجسم الغريب في المستقيم بدقة، وتعتبر المعلومات حول الجسم الغريب التي توضحها هذه الطرق ذات أهمية كبيرة أثناء العلاج، ويمكن أن تمنع حدوث ثقب في المستقيم أو فتحة الشرج.